# Francesco Cavalli
Pier Francesco Cavalli (Crema, 14 de febrer de 1602 - Venècia, 14 de gener de 1676) fou un compositor, principalment d'òperes, i organista italià. En realitat, el seu vertader nom era Pier Francesco Caletti Bruni i el pseudònim que utilitzava corresponia al nom d'un noble venecià que era el seu benefactor.
Deixeble del pare Giovanni Battista, organista de la catedral de Crema, va viatjar a Venècia el 1616 on va entrar en el cor de la basílica de San Marc com a cantor (tenor), va ser alumne de Monteverdi i va obtenir el lloc de segon organista el 1640. Una mica més tard va assumir les funcions d'organista de l'església dels Sant Joan i Sant Pau.
El 1639 va començar a escriure per a l'escena lírica, i el mateix any va ser representada al Teatre San Cassiano Le nozze di Teli e di Peleo, la primera òpera veneciana de la qual s'ha conservat la música. A partir de llavors va compondre amb regularitat per als teatres venecians. Algunes de les seves obres també van ser interpretades en altres ciutats: L'Egisto (Viena, 1643 i París, 1646), Il Giasone (París, 1649, considerada la més popular), L'Orione (Milà, 1653). Mazarino li va encarregar una òpera per a l'obertura del Teatre de les Teuleries (anomenat també la Sala de les Màquines, la salle des Machines), construït per Gaspare Vigarani al Palau de les Teuleries, pel que va viatjar a París, on va començar a compondre Ercole amante. El 22 de novembre d'aquell mateix any, el seu Xerse, estrenada a Venècia el 1654, va ser representada a la Gran Galeria del Louvre, amb ballets de Lully. La inauguració del teatre es va retardar i la representació d'Ercole amante es va demorar, sent estrenada sense gran èxit, el febrer de 1662 després de la mort de Mazarino. Després d'això Cavalli va tornar a Venècia on es va dedicar principalment a la música religiosa.
L'11 de gener de 1665, va ser nomenat primer organista de San Marc al costat del també organista i company seu Pietro Andrea Ziani, i tres anys més tard va succeir a G. Rovetta com a mestre de capella de la basílica, càrrec que va ocupar fins a la seva mort.
Cavalli és probablement el compositor més important de la seva generació referent a l'òpera pública, llavors en ple desenvolupament. Contràriament a Claudio Monteverdi que disposava per a les seves obres d'orquestres molt proporcionades i amb tota classe d'instruments, les òperes de Cavalli utilitzaven orquestres molt reduïdes, principalment amb instruments de corda, a causa dels mitjans limitats de les òperes públiques.
Fou mestre de la compositora i cantant d'òpera veneciana Barbara Strozzi.
El compositor Taddeo Wiel (1849-1920) publica un molt bon estudi sobre la tasca musical de Cavalli, però després de la seva mort la seva obra va anar caient gradualment en l'oblit fins que a partir de la segona meitat del segle xx, el creixent interès en l'òpera barroca ha permès redescobrir la seva figura, tot i que les òperes de Cavalli no se solen representar però si que se'n fan enregistraments.

## Les seves òperes
- 1639 Le nozze di Teti e di Peleo (Llbret d'O.Persiani)
- 1640 Gli amori di Apollo e Dafne (G. F. Busenello)
- 1641 La Didone
- 1642
  - Narcisso et Ecco immortalati (O.Persiani, perduda)
  - La virtù de' strali d'Amore (G. Faustini)
- 1643 L'Egisto (G. Faustini)
- 1644
  - La Deidamia (S.Herrico, perduda)
  - L'Ormindo (G. Faustini)
- 1645
  - Il Romolo e 'l Remo (G. Strozzi, perduda)
  - La Doriclea (G. Faustini)
  - Il Titone (G. Faustini, perduda)
- 1646 La prosperità infelice di Giulio Cesare dittatore (G. F. Busenello, perduda)
- 1648 La Torilda (P.P.Bissari, perduda)
- 1649
  - Il Giasone (G. A. Cicognini)
  - L'Euripo (G. Faustini, perduda)
- 1650
  - La Bradamante (P.P. Bissari, perduda)
  - L'Orimonte (N.Minato)
- 1651
  - L'Oristeo (G. Faustini)
  - La Rosinda (G. Faustini)
  - L'Armidoro (B.Castoreo, perduda)
  - La Calisto (G. Faustini)
- 1652
  - Veremonda, l'amazzone di Aragona (M.Bisaccioni)
  - L'Eritrea (G. Faustini)
- 1653
  - L'Helena rapita da Teseo (G. Badoaro)
  - L'Orione (F.Melosio, Milà)
- 1654
  - Il Serse (o Xerse, N.Minato)
  - Il Ciro (G. C. Sorrentino, òpera de compositor ignorat, atribuïda a Cavalli)
- 1655
  - La Statira, principessa di Persia (G. F. Busenello)
  - L'Erismena (A.Aureli)
- 1656 L'Artemisia (N.Minato)
- 1658
  - L'Antioco (N.Minato, perduda)
  - L'Hipermestra (Moniglia, Florència)
- 1659 L'Elena (N.Minato)
- 1660 La pazzia in trono, ossia il Caligola delirante (D.Gisberti, perduda)
- 1662 Ercole amante (F.Buti, París)
- 1664 Scipione Africano (N.Minato)
- 1665 Il Mutio Scevola (N.Minato)
- 1666 Il Pompeo Magno (N.Minato)
- 1667 L'Eliogabalo (A.Aureli)